# Rajner Sycylijski (książę Castro)
Rajner Burbon-Sycylijski, właśc. Rénier Marie Benoît Joseph Labre Gaëtan François Xavier Barbe Nicolas Toussaint de Bourbon (ur. 3 grudnia 1883 w Cannes, zm. 13 stycznia 1973 w Roquebrune-sur-Argens) – książę Obojga Sycylii, książę Castro, jeden z pretendentów do tytułu głowy królewskiej rodziny Burbonów sycylijskich.

## Życiorys
Urodził się w Cannes we Francji jako dziewiąte dziecko (piąty syn) Alfonsa, hrabiego Caserty (1841-1934), i jego żony-kuzynki – księżniczki Marii Antonietty Burbon-Sycylijskiej (1851–1918). Ranieri służył w Królewskiej Armii Hiszpańskiej.
12 września 1923 poślubił swoją kuzynkę – hrabinę Karolinę Zamoyską (1896-1968), córkę Andrzeja Zamoyskiego i Marii Karoliny Józefiny Ferdynandy Burbon-Sycylijskiej. Karolina Zamoyska była rodzoną siostrą Jana Kantego Zamoyskiego, męża Izabeli Alfonsyny – siostry ciotecznej Rajnera. Z tego małżeństwa narodziło się dwoje dzieci:
- księżniczka Maria Carmen Burbon-Sycylijska (ur. 1924 w Podzamczu na Mazowszu zm. 2018)
- książę Ferdynand Maria Burbon-Sycylijski, książę Castro (ur. 1926 w Podzamczu, zm. 2008), od 1949 mąż francuskiej arystokratki – Chantal de Chevron-Villete.

## Dziedzictwo
Po śmierci starszego brata Rajnera, Ferdynanda Piusa, księcia Kalabrii – 7 stycznia 1960, Ranieri ogłosił się głową Królewskiej Rodziny Burbonów Sycylijskich. Został zaakceptowany przez wszystkich członków rodziny, oprócz Alfonsa, księcia Kalabrii i jego dzieci. Rajner pozostał jednak głową rodziny aż do 1966, kiedy to abdykował na rzecz swojego syna – księcia Ferdynanda Marii (od nich wywodzi się linia młodszych pretendentów (linia Castro)). Zmarł w Roquebrune-sur-Argens.